# 1985 Гопман
1985 Гопман (1985 Hopmann) — астероїд головного поясу, відкритий 13 січня 1929 року.
Тіссеранів параметр щодо Юпітера — 3,130.